# Дорчол (футбольний клуб)

Старий логотип клубу

Футбольний клуб Дорчол або просто Дорчол (серб. Фудбалски клуб Дорћол Београд) — професійний сербський футбольний клуб з міста Белград.

## Історія
ФК «Дорчол» було засновано в 1952 році. В сезоні 2001/02 років вони виграли Сербську лігу Белград. Це досягнення гарантувало клубу участь в Другій лізі чемпіонату ФР Югославії в сезоні 2002/03 років. Вони фінішували на 9-му місці в групі Схід та повернулися назад до Сербської ліги Белград, де вони продовують свої виступи й зараз, як правило команда займала місця в середині турнірної таблиці.

## Досягнення
- Сербська ліга Белграда
  -  Чемпіон (1): 2001/02

## Уболівальники
Фанати клубу називають себе «Gaućosi».

## Відомі гравці
- Раде Радисавлєвич
- Зоран Векич
- Марко Николич

## Відомі тренери
- Мілош Стожилькович